# Anthurium venosum
Anthurium venosum o lombricero es una especie de planta de la familia Araceae. Es originaria de Cuba.

## Descripción
Es una planta saxícola, rosulada con tallo corto, de 2.5-3 cm de diámetro. Raíces blanco-grisáceas, velutinas, 0.5-0.8 cm diam., catafilo de 4-5.5 cm largo, 1-1.2 cm ancho, rápidamente transformándose en una red fibrosa. Hoja con lámina 18-42 cm largo, 8.5-24.5 cm ancho, cartacea a subcoriacea, ovada, ovado-oblonga, con ápice anchamente agudo a obtuso, apiculado; base ligeramente cordiforme, con lóbulos basales. Pedúnculo teretiforme. Espata lanceolada a linear-lanceolada, subcoriacea, verde con margen púrpura, reflexa. Espadice sésil o con estípite. Flores próximas a la antesis púrpura oscuro, posteriormente pardo verdosas. El fruto es una baya subesférica a obovada, rojo naranja, con una semilla.

## Taxonomía
Anthurium venosum fue descrito por August Heinrich Rudolf Grisebach y publicado en Catalogus plantarum cubensium . . . 219. 1866.